# Kory Tarpenning
Kory Tarpenning (Kory Merrill Tarpenning; * 27. Februar 1962 in Portland (Oregon)) ist ein ehemaliger US-amerikanischer Stabhochspringer.

## Leben
1988 stellte er in Indianapolis mit 5,89 m bei den US-Trials seine persönliche Bestleistung auf. Bei den Olympischen Spielen 1988 wurde er mit 5,50 m Zehnter.
Bei den Leichtathletik-Hallenweltmeisterschaften 1991 in Sevilla wurde Tarpenning Vierter mit 5,70 m bei gleicher Höhe mit dem Drittplatzierten Ferenc Salbert aus Frankreich.
Den vierten Platz belegte Tarpenning auch bei den Olympischen Spielen 1992 in Barcelona. Erneut war Tarpenning höhengleich mit dem Gewinner der Bronzemedaille, die an den Spanier Javier García ging. 1997 wurde Tarpenning positiv auf anabole Steroide getestet und für zwei Jahre gesperrt.
Kory Tarpenning ist 1,80 m und wog in seiner aktiven Zeit 75 kg.